# Elida (Nouveau-Mexique)
Pour les articles homonymes, voir Elida.
Elida est une localité américaine située dans le Comté de Roosevelt, au Nouveau-Mexique. Selon le recensement de 2010, sa population est de 197 habitants.